# Rodmarton
Rodmarton é uma paróquia e aldeia do distrito de Cotswold, no condado de Gloucestershire, na Inglaterra. De acordo com o Censo de 2011, tinha 333 habitantes. Tem uma área de 13,16 km².